# Pierre bleue (calcaire)
 (octobre 2018).
Pour les articles homonymes, voir Pierre bleue.

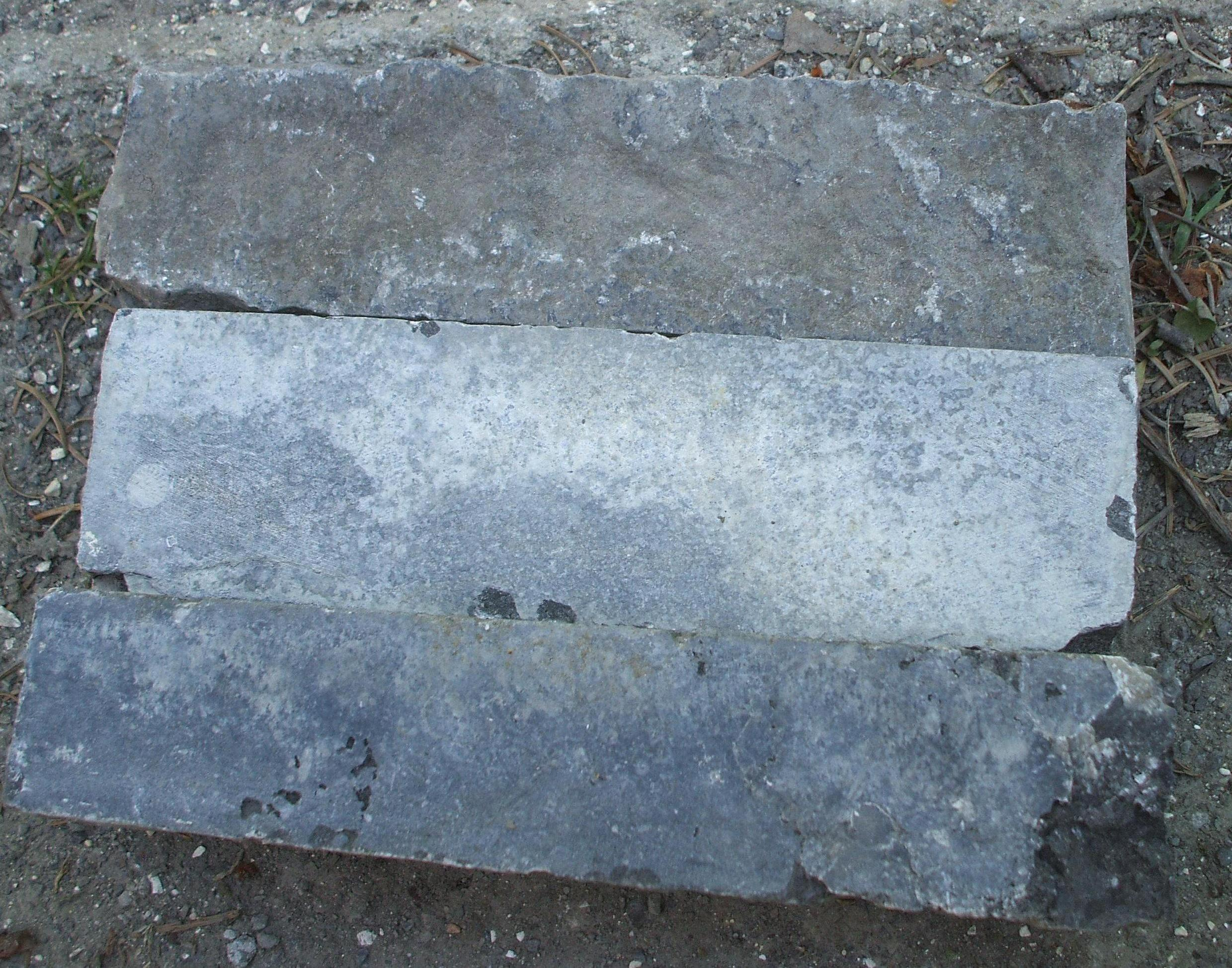
Blocs de pierre bleue.

La pierre bleue est une roche sédimentaire calcaire de couleur bleu gris provenant des provinces belges, du Hainaut, de Namur et de Liège, ainsi que des territoires limitrophes français tels que Givet. Son extraction se fait surtout dans les régions de Soignies, Écaussinnes, Sprimont et Spontin. Utilisée en architecture comme pierre de taille, c'est la pierre la plus répandue et la plus marquante du bâti traditionnel et du patrimoine architectural de la région wallonne en Belgique, ses gisements étant assez bien répartis d'un bout à l'autre de la région. Elle a aussi été abondamment exportée dans les régions voisines, et notamment en Flandre depuis le Moyen Âge.

## Description, géologie
Elle est constituée de fossiles calcaires d'organismes marins, des crinoïdes cimentés par une boue calcaire.
C'est une roche calcaire dure et solide, lourde, compacte comme du marbre (mais ce n'est pas un vrai marbre au sens pétrographique, car ce calcaire sédimentaire n'est pas métamorphisé, bien que sa composition, essentiellement de la calcite, et ses caractéristiques techniques soient assez proches du marbre).
Elle présente de nombreux avantages pour la construction : résistance aux intempéries, aux salissures et à la pollution. Elle est non poreuse, sèche vite et elle est donc à la fois étanche à l'humidité et non gélive.
Une même pierre peut donner des coloris très différents simplement selon la manière dont sa surface est travaillée : noir, gris clair, bleu-gris, bleu...  De manière générale, elle est d'un gris bleuté très clair, jusqu'à blanchâtre, lorsque la surface non polie est mate (non brillante), mais elle devient presque noire lorsqu'elle est polie et brillante comme du marbre. Cette particularité permet de créer des décors en faisant contraster deux textures et couleurs sur la même pierre, par exemple par gravure. L'usure de sa surface lui fait prendre ainsi des patines bien particulières en vieillissant, différentes selon les usages. La couleur varie aussi fortement avec l'humidité de la surface: elle devient plus sombre lorsqu'elle est mouillée, ainsi les bâtiments et les dallages en pierre bleue peuvent avoir une teinte très variable en fonction de la météo.

## Gisements
Elle est extraite à l'origine dans de nombreuses petites carrières dispersées en région wallonne, puis avec l'industrialisation la production s'est concentrée sur quelques grands sites, notamment dans la province du Hainaut comme les bassins carriers de Soignies-Écaussinnes (« pierre de Soignies » ou « petit granit » - à ne pas à confondre avec le granite, qui est une roche magmatique) et de Tournai-Antoing (la « pierre bleue de Tournai »), mais aussi dans le Condroz comme à Clavier et à Sprimont. D'autres variétés assez semblables sont exploitées dans la vallée de la Meuse (elles sont appelées « pierre de Meuse »), notamment dans la commune de Wanze.
Il existe aussi des gisements en France (situés près de la frontière belge) dans l'Avesnois (le bâti traditionnel de l'Avesnois est en pierre bleue comme en Wallonie) et à Givet (« pierre bleue de Givet »), ainsi qu'en Allemagne dans les environs d'Aix-la-Chapelle.

## Utilisation, histoire
Une des utilisations médiévales les plus connues de la pierre bleue est constituée par les fonts baptismaux tournaisiens, sculptés dans le style roman, fabriqués à Tournai et exportés en France et en Angleterre (de nombreuses églises de ces pays possèdent des vieux fonts baptismaux médiévaux en pierre bleue de Tournai). Ensuite viennent les dallages des églises (la pierre bleue est utilisée comme marbre noir lorsqu'elle est polie), des pierres tombales et des gisants. Elle fut aussi exportée par l'Escaut vers la Flandre pour y construire des églises et autres bâtiments de style gothique scaldien, un style que cette pierre caractérise fortement. La pierre bleue et ses produits dérivés ont beaucoup contribué à la richesse de Tournai au Moyen Âge. Elle connut également une exploitation importante et des usages semblables tout le long de la partie aujourd'hui belge de la vallée de la Meuse où de nombreux gisements de diverses variétés de pierre bleue affleurent, les églises de style gothique mosan en pierre bleue ou pierre de Meuse sont démonstratives, comme la collégiale de Dinant, la collégiale de Huy, la cathédrale Saint-Paul et la basilique Saint-Martin de Liège. La pierre bleue a vu son extraction industrialisée dès 1668.
Au Moyen Âge et aux temps modernes, on l’utilisa principalement pour la structure et les murs du bâtiment (fréquemment associée avec la brique rouge et parfois le tuffeau jaune, en systèmes structuraux et décoratifs variés et complexes), et surtout les fondations, du fait de sa solidité, de son étanchéité et de sa capacité à fournir de gros blocs, ainsi que pour les dallages. Elle est aussi très anciennement exportée à grande échelle vers le nord de la France, la Flandre et la Hollande entre autres pour les seuils et les soubassements des maisons et des immeubles. On l'utilise maintenant dans tous types de pièces pour la décoration, en revêtement de sol, parement mural, plan de travail, évier… La pierre bleue est une pierre à bâtir mais également une pierre d’ornement.

## Exemples de construction

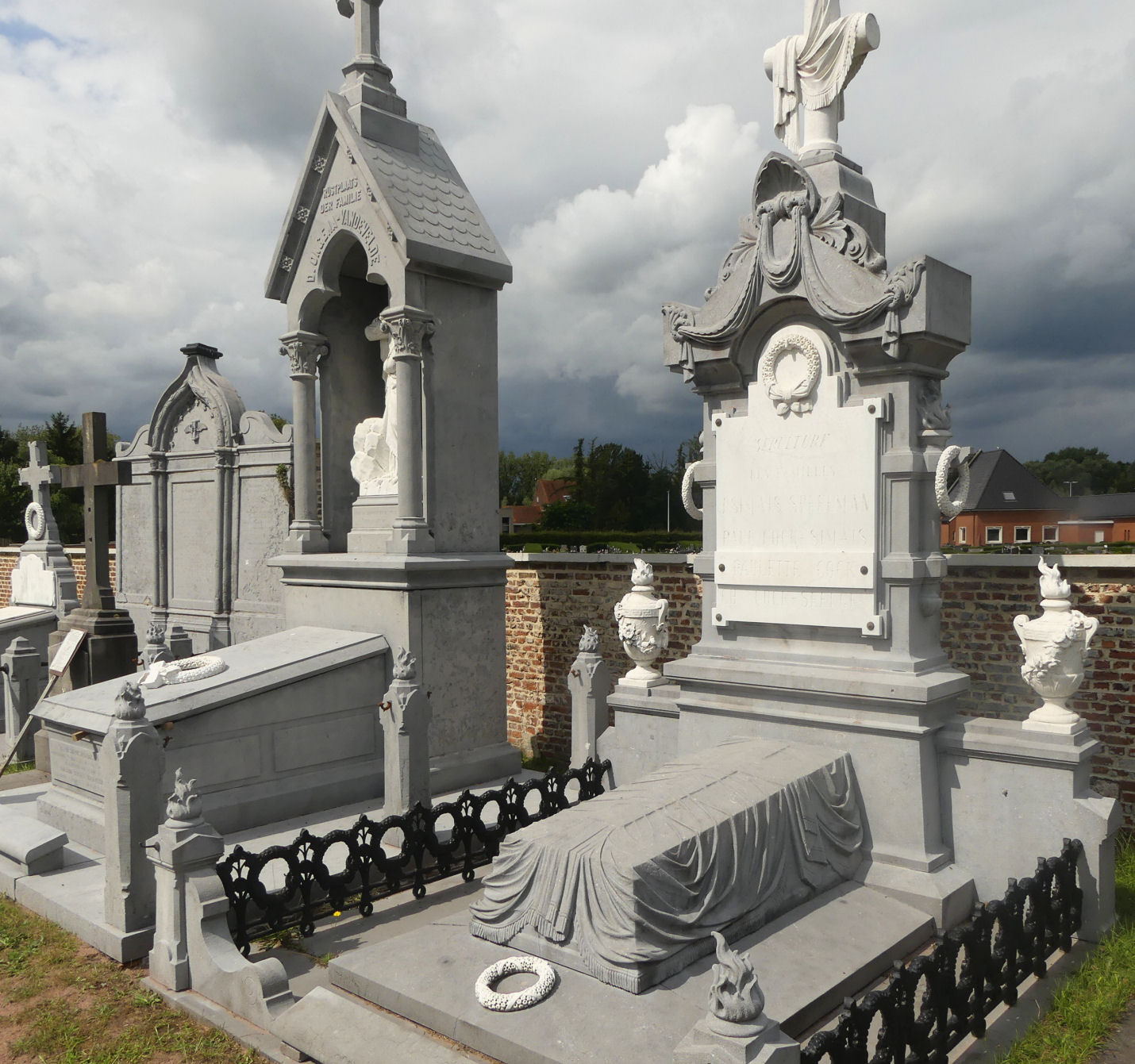
Architecture funéraire du XIXe siècle : tombes en pierre bleue, Lokeren.

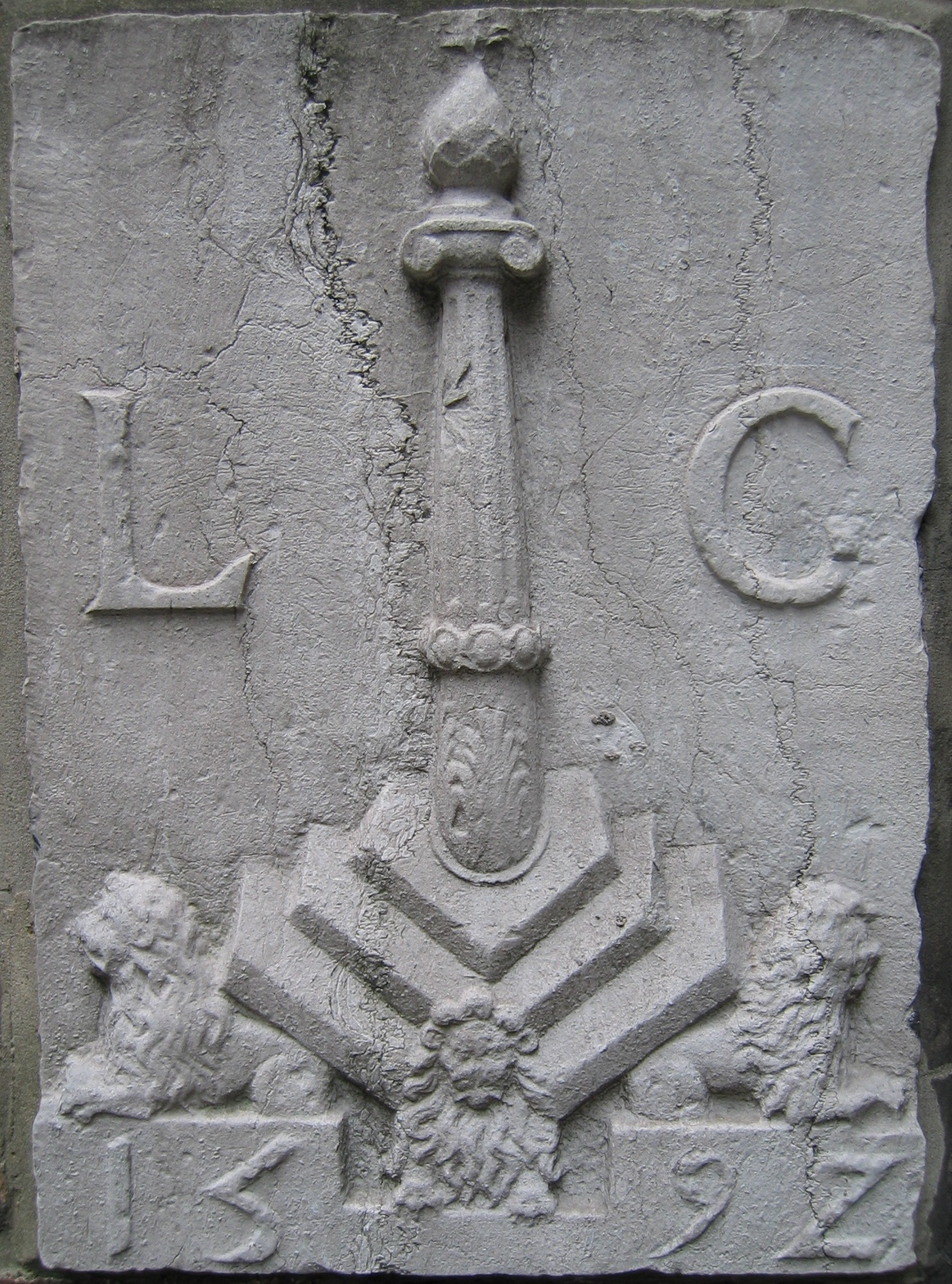
Le blason de Liège sculpté dans une pierre bleue, daté de 1592.

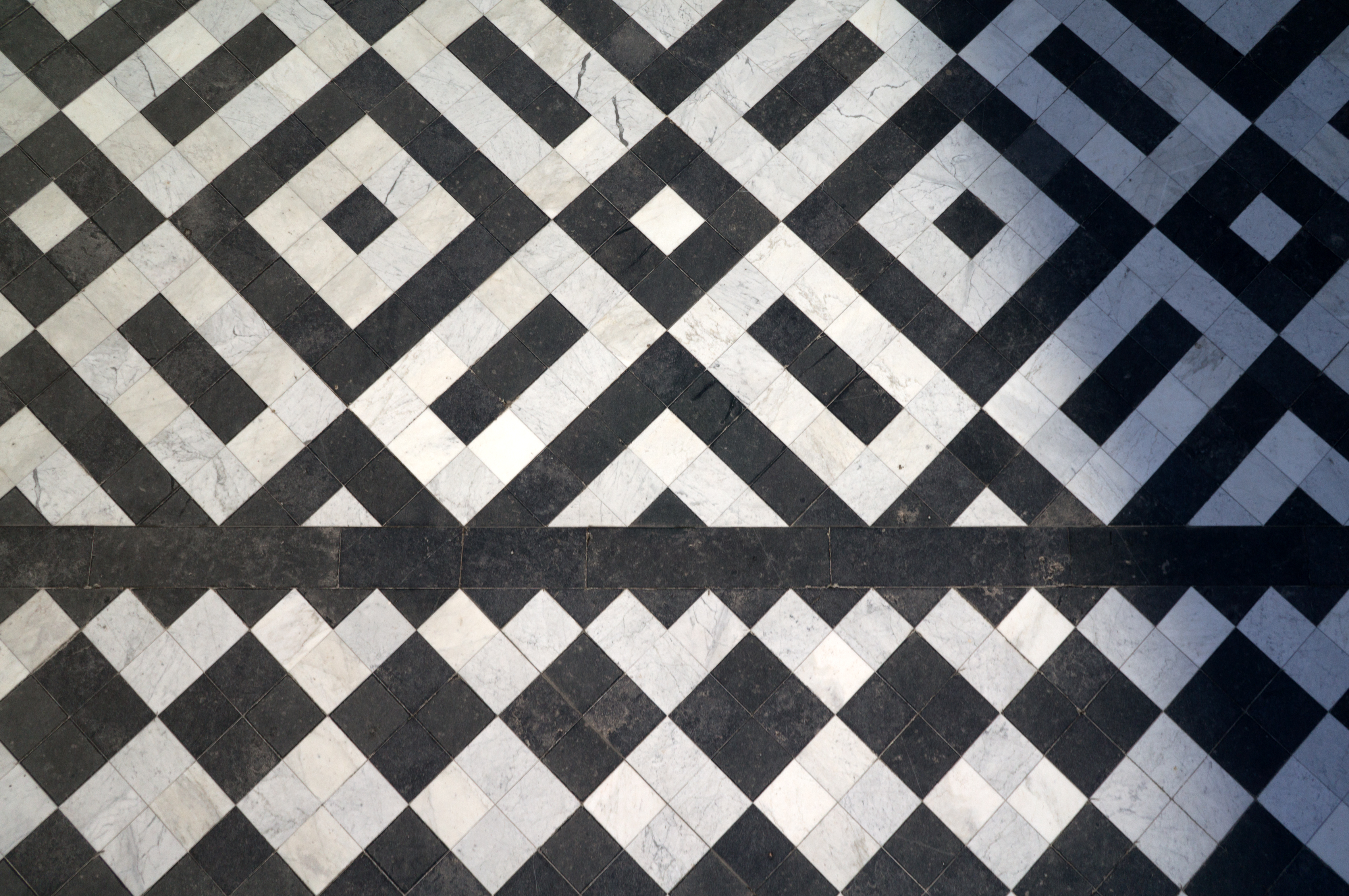
Pierre bleue polie utilisée comme marbre noir, associée au marbre blanc de Carrare, dans la cour de marbre du château de Versailles.

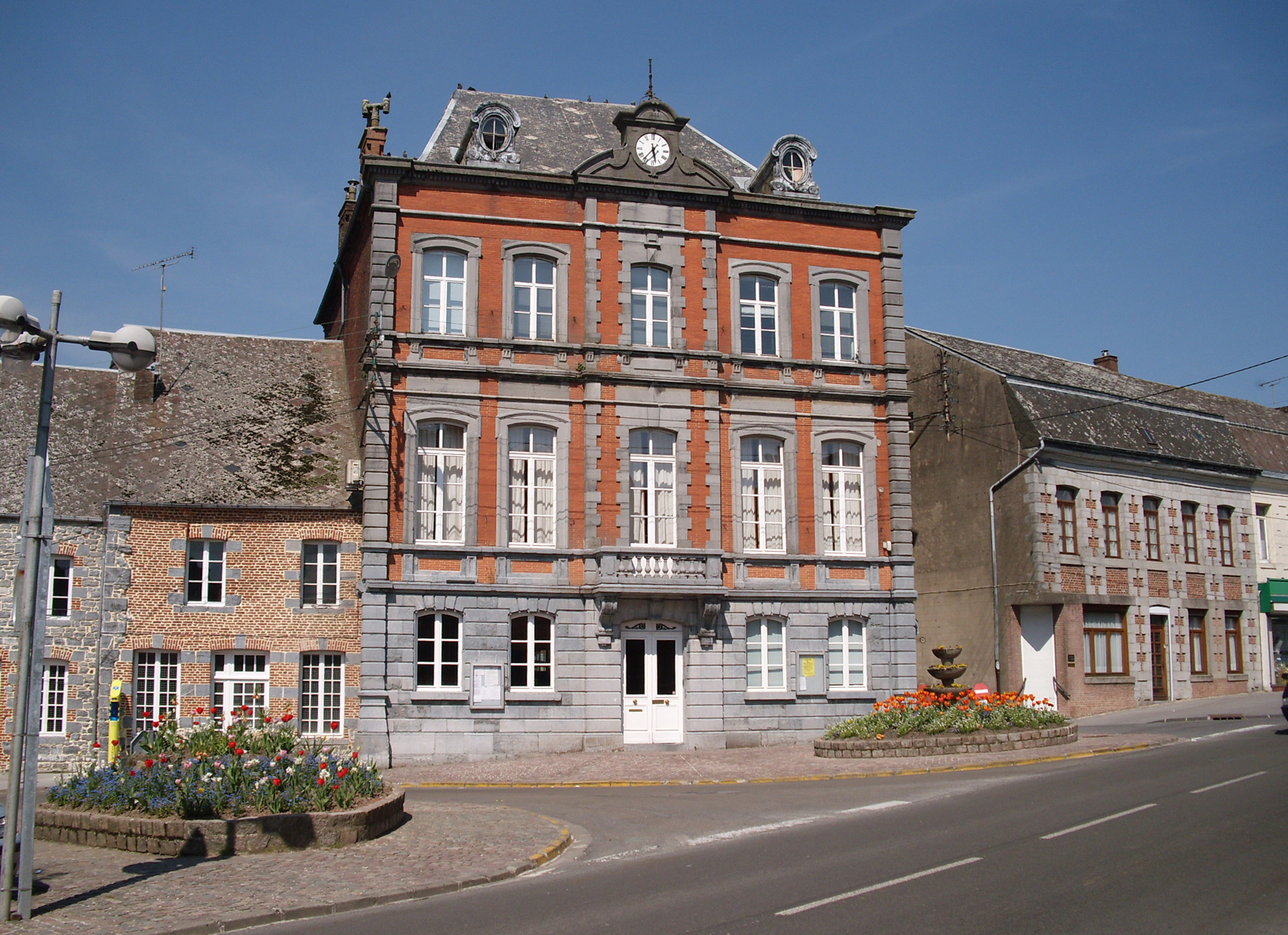
Architecture typique de l'Avesnois (France) en pierre bleue et brique rouge : ici la mairie et des maisons de Trélon. Le style est semblable à celui du Hainaut dans la Belgique voisine.

La pierre bleue est la pierre la plus largement répandue dans l'architecture de Belgique. Considérée comme un symbole de la Belgique, elle est omniprésente dans la plupart des villes wallonnes mais aussi dans beaucoup de villes flamandes. Parmi les exemples les plus notables on peut citer : 
- Tournai :
  - la cathédrale montre l'évolution du travail et de l’appareillage de la pierre bleue au Moyen Âge : encore des moellons et des pierres difficilement taillées à l'époque romane, puis des pierres bien taillées à l'époque gothique.
  - La gare
  - la reconstruction partielle de la ville après les deux guerres mondiales en fit encore un bel usage, elle y est mise en œuvre dans des bâtiments néo-régionalistes ou avec diverses techniques plus modernes.
  - Pavement des parties piétonnes du centre-ville
- Les villes mosanes comme Dinant, Namur, Liège, où la pierre bleue s'associe harmonieusement avec la brique rouge et l'ardoise ardennaise des toitures.
- Gand, ville historique flamande qui a beaucoup importée la pierre bleue de Tournai depuis le Moyen Âge :
  - l'église Saint-Nicolas de style gothique scaldien
  - le beffroi

Dans les villes du Brabant historique, la pierre bleue a été importée abondamment de Wallonie entre la Renaissance et l'ère industrielle, elle s'y associe harmonieusement au calcaire blanc typique du Brabant (type pierre de Gobertange) et d'importation.
- Bruxelles :
  - la Maison du Roi sur la Grand-Place, en face de l’hôtel de Ville, la façade est principalement en pierre bleue.
  - l'église Saint-Joseph
  - le pavement des Galeries royales Saint-Hubert
- à Anvers la pierre bleue est partout, le plus souvent en mélange avec des calcaires tendres blanc-crème du Brabant et d'autres pierres d'importation:
  - sur de nombreux édifices de la Grand-Place
  - la façade de l'église Saint-Charles-Borromée de style baroque
  - la maison de Rubens (cour intérieure)
  - la gare d'Anvers-Central

Beaucoup d’édifices ruraux et urbains dans l'Avesnois en France font un bel usage de la pierre bleue des carrières locales :
- église de Solre-le-Château
- Fontaine Saint-Éloi à Floursies

À Aix-la-Chapelle et ses environs, en Allemagne, la pierre bleue d'un ancien gisement local est visible sur les maisons et certains monuments, mais le gisement allemand n'étant plus exploitable la pierre bleue est désormais importée de Belgique pour les restaurations:
- Église Saint-Michel d'Aix-la-Chapelle

La pierre bleue est importée en France de longue date pour sa dureté ou pour sa couleur, on peut ainsi la retrouver assez fréquemment dans de nombreux édifices anciens, par exemple :
- la cour de Marbre du château de Versailles, la pierre bleue de Tournai polie y est utilisée en tant que marbre noir en association avec du marbre blanc de Carrare (Italie).
- le pavement intérieur en marbre de la cathédrale d'Amiens, en pierre bleue de Tournai, associée à la pierre claire de Marquise (Boulonnais) cette fois. La balustrade du XIXe siècle sur le parvis à l’extérieur de la cathédrale est quant à elle en pierre bleue de Soignies.

Pour les projets plus modernes, la pierre bleue belge est utilisée un peu partout en Europe pour des pavements, parements, aménagements urbains, etc. Par exemple :
- Aéroport de Leipzig (Allemagne)
- Hôtel de ville de La Haye (Pays-Bas)
- Gare de Strasbourg (France)
- Place de Cournonterral près de Montpellier (France)
- Le centre-ville de Chartres (France)
- Place d’Armes à Valenciennes (France)
- Le revêtement des quais de la nouvelle gare de Liège-Guillemins (Belgique)